# دیکسون اتوهو
دیکسون اتوهو (انگلیسی: Dickson Etuhu؛ زادهٔ ۸ ژوئن ۱۹۸۲) یک بازیکن فوتبال اهل نیجریه است.
وی همچنین در تیم‌های ملی فوتبال نیجریه نیجر بازی کرده‌است.

## زندگی حرفه‌ای
دیکسون در کانو، نیجریه متولد شد. وی در سال ۲۰۰۲ از باشگاه فوتبال پرستون نورث اند به باشگاه فوتبال منچستر سیتی پیوست.